# Орёл, Виктор Александрович
Орёл Виктор Александрович (род. 1954, Одесса) — журналист-международник, писатель из США. Пишет под псевдонимом Оруэлл Викторофф (англ. Orwell Victoroff).
Виктор Александрович родился в Одессе на Украине в 1954 году. Выпускник Одесского Государственного университета в 1976 году.
Журналистскую деятельность начал в 1984 году в Одессе. В 1989 году иммигрировал в США. С 1991 по 1994 — штатный корреспондент газеты «San Leandro Gazette», г. Сан-Леандро, Калифорния.
Четырёхлетнее образование в США:  Chabot college Hayward, Калифорния (1992—1994),  Carson City college, NV (1997—1999). 
2006 — настоящее время: независимый журналист, писатель. Проживает в штате Невада, США.
Автор книги «Америка такая, какая она».

## Публикации
Постоянные публикации с октября 2007 года в Киеве в газетах «Московский Комсомолец», «Коммунист», журнал «Фраза».
В Москве: журнал администрации президентов России и Беларуси «Союзное Государство», журнал Московской Православной Иепархии «Шестое Чувство», «Советник Президента» и «Наркомат».
В Санкт-Петербурге: литературный журнал «Нева». В Новосибирске: Художественно-литературный журнал «Сибирские Огни» и «Наш Современник».
В конце апреля 2008 года начал сотрудничество с «Литературной Газетой» в Москве. В конце декабря 2008 года стал собкором газеты «Комсомольская Правда» в Торонто, Канада. Постоянный корреспондент газет: «Семь Дней» и «Обзор Weekly» в Чикаго; «Западная Канада», «Колесо» и «Russian Herald» в Калгари; «Русский Репортёр» и «Канадский Курьер» в Торонто; «Наша Газета», «Монреаль — Торонто» и «Запад-Восток», в Монреале/Оттаве. В январе 2009 года начал постоянное сотрудничество с газетой «Русская Мысль» в Париже.
Опубликован на русскоязычных сайтах: в России, Швеции, Швейцарии, Австралии, Канаде, США, Германии, Израиле, Киргизии, Таджикистане, Северной Осетии, Украине, Беларуси, Татарстане.